# Faculdade de Medicina da Pontifícia Universidade Católica do Rio Grande do Sul
A Faculdade de Medicina da PUCRS, também chamada de Famed, é uma das vinte e duas faculdades da Pontifícia Universidade Católica do Rio Grande do Sul (PUCRS).
Está localizada no Campus Central da Universidade, na cidade de Porto Alegre.

## História
Na década de 1950, urgia ampliar o curso de formação de médicos no Rio Grande do Sul, pois a demanda da população pela assistência médica era enorme nas comunidades municipais e, nos vestibulares da então Faculdade de Medicina de Porto Alegre, havia mais candidatos aprovados do que as vagas existentes, surgindo daí o fenômeno dos "excedentes", todos incomodados com a situação. De fato, ao longo dos anos seguintes, foram fundadas cinco faculdades de Medicina no estado, apesar do desgosto de alguns setores médicos, por acreditarem que a simples multiplicação dessas não era o caminho certo.
Em 14 de abril de 1967, uma carta do então ministro da Educação e da Cultura, Tarso de Morais Dutra, endereçada ao Irmão José Otão, insistiu claramente para a criação de uma faculdade de Medicina da PUCRS, "em atenção à política de expansão do ensino superior, na área prioritária". Em 29 de julho de 1969, o Conselho Universitário resolveu criar a Faculdade de Medicina, cujas 60 vagas seriam preenchidas em janeiro do ano seguinte.
Ao longo de sua história, mais de dois mil alunos se graduaram em Medicina. O curso foi reconhecido em fevereiro de 1976 pelo governo federal.

## Departamentos
- Departamento de Cirurgia
- Departamento de Ginecologia e Obstetrícia
- Departamento de Medicina Interna
- Departamento de Saúde Coletiva
- Departamento de Patologia e Radiações
- Departamento de Pediatria
- Departamento de Psiquiatria e Medicina Legal

## Parcerias
A Faculdade de Medicina da PUCRS possui convênios com as escolas de medicina da Universidade de Miami, nos Estados Unidos, e da Universidade de Tübingen, na Alemanha.